# Оленья (авіабаза)
Оленья — аеродром дальньої авіації (з 2011 року), раніше — авіації Військово-морського флоту РФ. Розташований на Кольському півострові за 92 км на південь від Мурманська, неподалік міста Оленегорська.

## Історія
Аеродром побудований у середині 1950-х років на західному пологому схилі сопки на висоті близько 200 метрів. Торці злітно-посадкової смуги впиралися у вершини, які при будівництві просто зрили (або висадили в повітря) — ЗВП має форму «сідла», з прогином вниз, у центрі 12 метрів. Також спочатку смуга відрізнялася повною відсутністю кінцевих і бічних смуг безпеки, а ґрунт між бетонним покриттям аеродрому був покритий валунами, у разі сходу літака з бетону нічим хорошим це б не закінчилося. Навколишня місцевість гірська, висота кола польотів 700 метрів.
У 1957 році сюди прибула новосформована 34-а окрема важкобомбардувальна авіаційна ескадрилья спеціального призначення та розвідки погоди, завдання якої полягали в практичному дослідженні особливостей польотів у високих широтах, експлуатації техніки в умовах півночі та вивченні інших специфічних моментів на практиці. До складу екіпажів включалися військові метеорологи. Ескадрилья була сформована у 326-й важкобомбардувальній дивізії (аеродром Сольці), в складі ескадрильї налічувалось 10 літаків Ту-16 та один «розвізний» вертоліт Мі-4.
Починаючи з вересня 1957 року і до кінця 1962 року, на аеродромі Оленья стала періодично розміщуватися та проводити з нього повітряні ядерні випробування на полігоні архіпелагу на Новій Землі спецгрупа 71-го полігону ВПС (аеродром Багерове), а також залучали інші авіаційні підрозділи. Доставка спецвантажів та пасажирські перевезення з Москви були покладені на транспортну АЕ ВМФ з підмосковного аеродрому Остаф'єво (277-а ОТАЕ, згодом — 327-й окремий транспортний червонопрапорний авіаційний полк ВМФ). Місцева 34-а ескадрилья при цьому залучалася на розвідку погоди маршрутом польоту й на полігоні, на супровід носіїв, для фотоконтролю підривів і виміру рівнів радіації.
30 жовтня 1961 року з аеродрому Оленья злетів літак Ту-95В, що ніс термоядерну бомбу потужністю 57 мегатонн (т.з. «Цар-бомба» — офіційно «виріб 602») для випробувань на Новій Землі.
22 серпня 1962 року екіпаж командира 924-го ГМРАП підполковника Курпякова В. Ф., злетівши з аеродрому Оленья, виконав реальний пуск крилатої ракети К-10С з ядерною БЧ по цілі на Новій Землі — це був перший і останній випадок застосування ракетно-ядерної зброї в історії морської ракетної авіації СРСР.
У 1962 році на полігоні «Нова Земля» проводилися льотно-тактичні навчання двох важкобомбардувальних полків Дальної авіації СРСР із фактичним підривом «спецвиробів» 15 та 16 вересня. У навчаннях брали участь по 24 екіпажі бомбардувальників Ту-16 та три літаючі лабораторії від 71-го полігону ВПС. Авіагрупа базувалася на аеродромі Оленья. Бомбометання виконувалося по мішені Д-2 з висоти 11 300 метрів, з повітряним підривом на висоті 2200 метрів. Ці навчання повністю підтвердили можливість безпечного (для екіпажів) застосування штатних боєприпасів із серійних літаків.
У 1979 році Ту-104Ш загону управління дивізії було передано до Миколаєва, до 33-ї ЦБП та ПЛС.

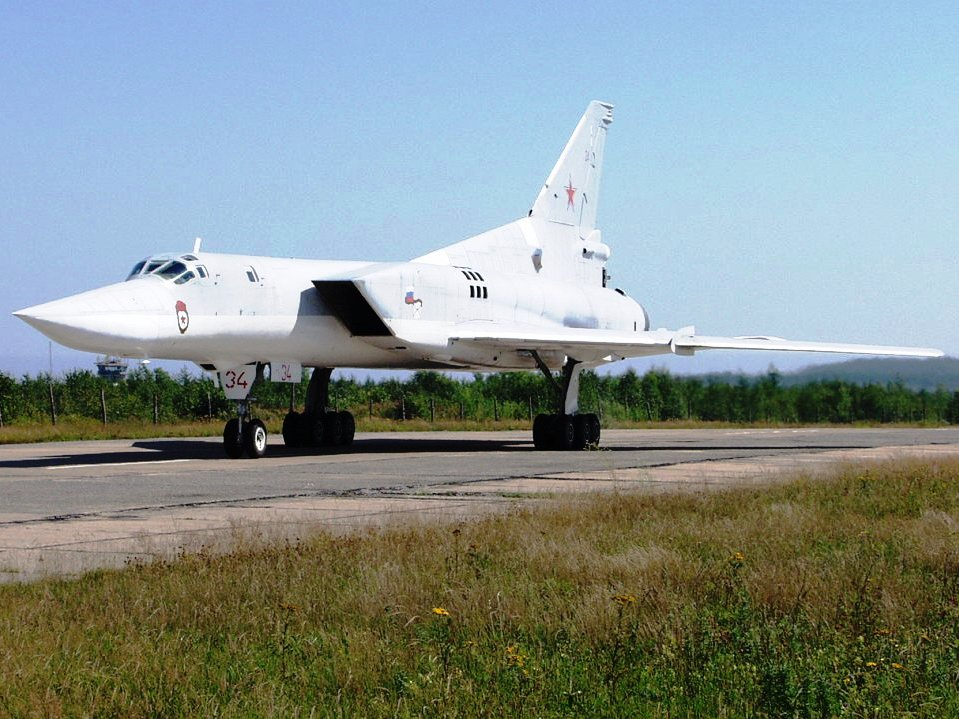
Ту-22М3 (№ 34) червоний 924-го ОМРАП у 2003 році

У 1990 році на аеродром Оленья перелетів переданий в авіацію ВМФ (за договором про скорочення звичайних озброєнь в Європі) 88-й окремий морський авіаційний полк винищувачів-бомбардувальників, озброєний літаками МіГ-27 та МіГ-23.
У 2009 році 924-й ОМРАП, відповідно з новою військовою доктриною, планувався до передачі в Дальню авіацію. Однак через низький технічний стан літаків передача полку виконана не була. 18 березня 2010 року полк було розформовано та включено як підрозділ у 7051-му АвБ ПФ (7051-а гвардійська ордена Леніна Червонопрапорна авіаційна база, на аеродромах Оленья та Кіпелово, з дислокацією управління АвБ на аеродром Оленья).
10 грудня 2018 року два стратегічні бомбардувальники Ту-160 (22-ї гвардійської важкої бомбардувальної авіаційної Донбаської Червонопрапорної дивізії, аеродром постійного базування Енгельс у Саратовській області), важкий військово-транспортний літак Ан-124, літак Іл-62М (з офіційною делегацією, фахівцями та техніками) ВКС РФ здійснили переліт з авіабази «Енгельс» до міжнародного аеропорту «Майкетія» (місто Каракас у Венесуелі). Як аеродром «підскоку» (де бомбардувальники були дозаправлені для перельоту через Атлантику) використовувався аеродром «Оленья». Переліт від місця проміжної посадки до Венесуели зайняв 13 годин. Після проведення запланованих заходів 15 грудня стратегічні ракетоносці Ту-160 повернулися на аеродром базування в РФ. Літаки подолали понад 12 тисяч кілометрів, виконавши дозаправлення паливом у повітрі.
Аеродром Оленья та авіагрупа на ньому є структурним підрозділом 6950-ї АвБ (авіабаза Енгельс).

### Російсько-українська війна
З початком російського вторгнення в Україну авіабаза Оленья стала одним із російських аеродромів, що використовується для здійснення  ракетних ударів з літаків Ту-95 по території України.
27 липня 2024 року дрони Сил оборони України подолали близько 1800 км і атакували аеродром Оленья. Це була рекордна відстань для подібних атак з боку України. Під час удару по аеродрому «Оленья» в рф були пошкоджені одразу два бомбардувальники Ту-22М3 (борт № 31 — отримав пробоїни верхньої частини фюзеляжу, а № 33 також отримав певні пошкодження).
1 червня 2025 року Служба безпеки України завдала масованого удару за допомогою тактичних ударних FPV-дронів по аеродрому в ході операції «Павутина», в результаті якого було уражено літаки Ту-95 та Ту-22М3, що були розміщені на авіабазі. Також за даними спецслужби літаки палають на аеродромах «Біла», «Дягілєво», «Оленья» та «Іваново», повідомляють джерела у спецслужбі, всього — до 40 літаків стратегічної авіації.